# Erich Giese (Ingenieur)
Friedrich Julius Erich Giese (* 3. März 1876 in Küstrin; † nach 1945) war ein deutscher Verkehrswissenschaftler und Hochschullehrer.

## Leben
Giese studierte von 1895 bis 1899 Bauingenieurwesen an der Technischen Hochschule Charlottenburg und begann nach dem bestanden 1. Staatsexamen ein Referendariat als Regierungsbauführer. Nach nur zwei Jahren legte er 1901 das 2. Staatsexamen ab und wurde zum Regierungsbaumeister (Assessor in der offentlichen Bauverwaltung) ernannt. Während seines Studiums wurde er Mitglied im Akademischen Verein Motiv, Als Preisträger des Schinkel-Wettbewerbs 1901 (für seinen Entwurf einer Verbindung zwischen Rhein-Nahe-Bahn und rechtsrheinischer Eisenbahn bei Rüdesheim) unternahm er mithilfe des Preisgelds 1903/1904 eine Studienreise nach Amerika, Japan und Indien. Von dort brachte er wertvolle Kunstwerke mit.
In den Jahren von 1907 bis 1911 war er als Eisenbahn- und Betriebsinspektor sowie als Dezernent bei der Königlichen Eisenbahndirektion Berlin tätig. Nach einer Tätigkeit als Assistent an der Technischen Hochschule Charlottenburg von 1904 bis 1911 erhielt er 1911 einen Ruf als ordentlicher Professor an die Technische Hochschule Braunschweig. 1916 promovierte er an der Technischen Hochschule Dresden zum Dr.-Ing. Giese war auch im Redaktionsausschuss der Enzyklopädie des Eisenbahnwesens.
Am 14. Oktober 1912 wurde er von der Verbandsversammlung des Zweckverbands Groß-Berlin zum verkehrstechnischen Oberbeamten des Verbands gewählt. Der Verband bestand seit dem 1. April 1912 und hatte die kommunale Vereinigung von Berlin mit Städten und Gemeinden der unmittelbaren Umgebung zur Stadt Groß-Berlin mit 3,8 Millionen Einwohnern zum Ziel, das 1920 erreicht wurde. Das Amt trat er am 1. März 1913 an. Am 24. Juni 1918 wurde er für eine weitere Amtszeit von 6 Jahren wiedergewählt. Nachdem der Verbandsdirektor des Zweckverbandes Otto Fischbeck zum preußischen Handelsminister ernannt worden war, wurde Giese aufgrund eines Beschlusses des Verbandsausschusses zum stellvertretenden Verbandsdirektor bestellt und übte in dieser Funktion vom 6. November 1918 bis zur Auflösung des Verbandes am 1. Oktober 1920 kommissarisch das Amt des Verbandsdirektors aus.
1920 übernahm er eine Honorarprofessur für Großstädtisches Verkehrswesen beim Lehrgebiet Eisenbahnbau und -betrieb an der Technischen Hochschule Berlin, wo er bis 1945 maßgeblich an der Bewältigung der innerstädtischen Verkehrsprobleme wirkte.
Er war Mitglied der Preußischen Akademie des Bauwesens in Berlin und der Deutschen Akademie für Städtebau, Reichs- und Landesplanung sowie von 1921 an Schriftleiter der Zeitschrift Verkehrstechnik, die als Zentralblatt für das gesamte Land-, Wasser- und Luftverkehrswesen fungierte.

## Schriften
- mit Otto Blum: Wie erschließen wir unsere Kolonien? Dietrich Reimer, Berlin 1907.
- Die Reisegeschwindigkeiten von Schnellbahnen, Straßenbahnen und schnellfahrenden Straßenbahnen. Eine Untersuchung für Weltstädte, insbesondere für Groß-Berlin. (Dissertation) W. Moeser, Berlin 1916.
- Schnellstraßenbahnen. Eine Untersuchung über Anlage, Haltestellenaufenthalte, Höchst- und Reisegeschwindigkeiten, unter besonderer Berücksichtigung der Verhältnisse in Groß-Berlin. W. Moeser, Berlin 1917.
- Das zukünftige Schnellbahnnetz Groß-Berlin. W. Moeser, Berlin 1919.
- Straßendurchbrüche als Mittel für die Lösung des Berliner Verkehrsproblems. Verlag der Verkehrstechnik, Berlin 1925.[5]
- mit Otto Blum und Kurt Risch: Linienführung. (= Handbibliothek für Bauingenieure, II. Teil Eisenbahnwesen und Städtebau, 2. Band.) Julius Springer, Berlin 1925.
- mit H. Paetsch: Polizei und Verkehr. (= Die Polizei in Einzeldarstellungen, Band 6 I Das großstädtische Verkehrswesen, Teil II Die Verkehrspolizei.) Gersbach & Sohn, Berlin 1926.
- Eisenbahn- oder Wasserstraßenförderung? Zur Frage der deutschen Kanalpolitik. Eine Entgegnung. Verlag der Verkehrstechnik, Berlin 1927.
- Betrachtungen über die Wirtschaftlichkeit und die Fahrpreise großstädtischer Verkehrsunternehmungen. (Sonderdruck aus Verkehrstechnik, Jahrgang 1928, Nr. 38a.) Ullstein, Berlin 1928.
- Die Rheinisch-Westfälische Städtebahn Köln–Dortmund. Zur Frage ihrer Wirtschaftlichkeit. Verlag der Verkehrstechnik, Berlin 1928.
- Die Wirtschaftlichkeit des Personenüberlandverkehrs (Kraftomnibus und Eisenbahn). Verlag der Verkehrstechnik, Berlin 1930.
- mit K. A. Müller: Verkehrstechnik. Ullstein, Berlin 1934.